# Bruce Halford
Bruce Halford,  britanski dirkač Formule 1, * 18. maj 1932, Hampton-in-Arden, Warwickshire, Anglija, Združeno kraljestvo, † 2. december 2001, Churston Ferrers, Devon, Anglija.
Debitiral je v sezoni 1956, ko je nastopil na zadnjih treh dirkah sezone, toda dvakrat je odstopil, na dirki za Veliko nagrado Nemčije pa je sicer osvojil šesto mesto, toda bil je diskvalificiran. Tudi v naslednji sezoni 1957 je nastopil na zadnjih treh dirkah sezone in ob dveh odstopih je dosegel enajsto mesto na dirki za Veliko nagrado Nemčije. V sezoni 1959 je nastopil le na prvi dirki sezone za Veliko nagrado Monaka, kjer je odstopil, v sezoni 1960 pa na dirkah za Veliko nagrado Monaka, kjer se mu ni uspelo kvalificirati na dirko, in Veliko nagrado Francije, ki je bila njegova zadnja dirka v karieri in kjer je osvojil osmo mesto, svoj najboljši rezultat v karieri. Umrl je leta 2001.

## Popolni rezultati Formule 1
(legenda) (odebeljene dirke pomenijo najboljši štartni položaj, poševne pa najhitrejši krog, †-uvrščen kljub odstopu)
| Leto | Moštvo                    | Šasija        | Motor               | 1       | 2       | 3   | 4   | 5   | 6      | 7       | 8       | 9   | 10  | Prv | Toč |
| ---- | ------------------------- | ------------- | ------------------- | ------- | ------- | --- | --- | --- | ------ | ------- | ------- | --- | --- | --- | --- |
| 1956 | Bruce Halford             | Maserati 250F | Maserati Straight-6 | ARG     | MON     | 500 | BEL | FRA | VB Ret | NEM DSQ | ITA Ret |     |     | -   | 0   |
| 1957 | Bruce Halford             | Maserati 250F | Maserati Straight-6 | ARG     | MON     | 500 | FRA | VB  | NEM 11 | PES Ret | ITA Ret |     |     | -   | 0   |
| 1959 | John Fisher               | Lotus 16      | Climax Straight-4   | MON Ret | 500     | NIZ | FRA | VB  | NEM    | POR     | ITA     | ZDA |     | -   | 0   |
| 1960 | Cooper Car Company        | Cooper T45    | Climax Straight-4   | ARG     | MON DNQ | 500 | NIZ | BEL |        |         |         |     |     | -   | 0   |
| 1960 | Yeoman Credit Racing Team | Cooper T51    | Climax Straight-4   |         |         |     |     |     | FRA 8  | VB      | POR     | ITA | ZDA | -   | 0   |